# Fulvetta danisi
Fulvetta danisi е вид птица от семейство Sylviidae. Преди е считан за подвид на Fulvetta ruficapilla.

## Разпространение
Видът се среща в Лаос и Виетнам. Естественият му хабитат са горите.